# Štěpán Trochta

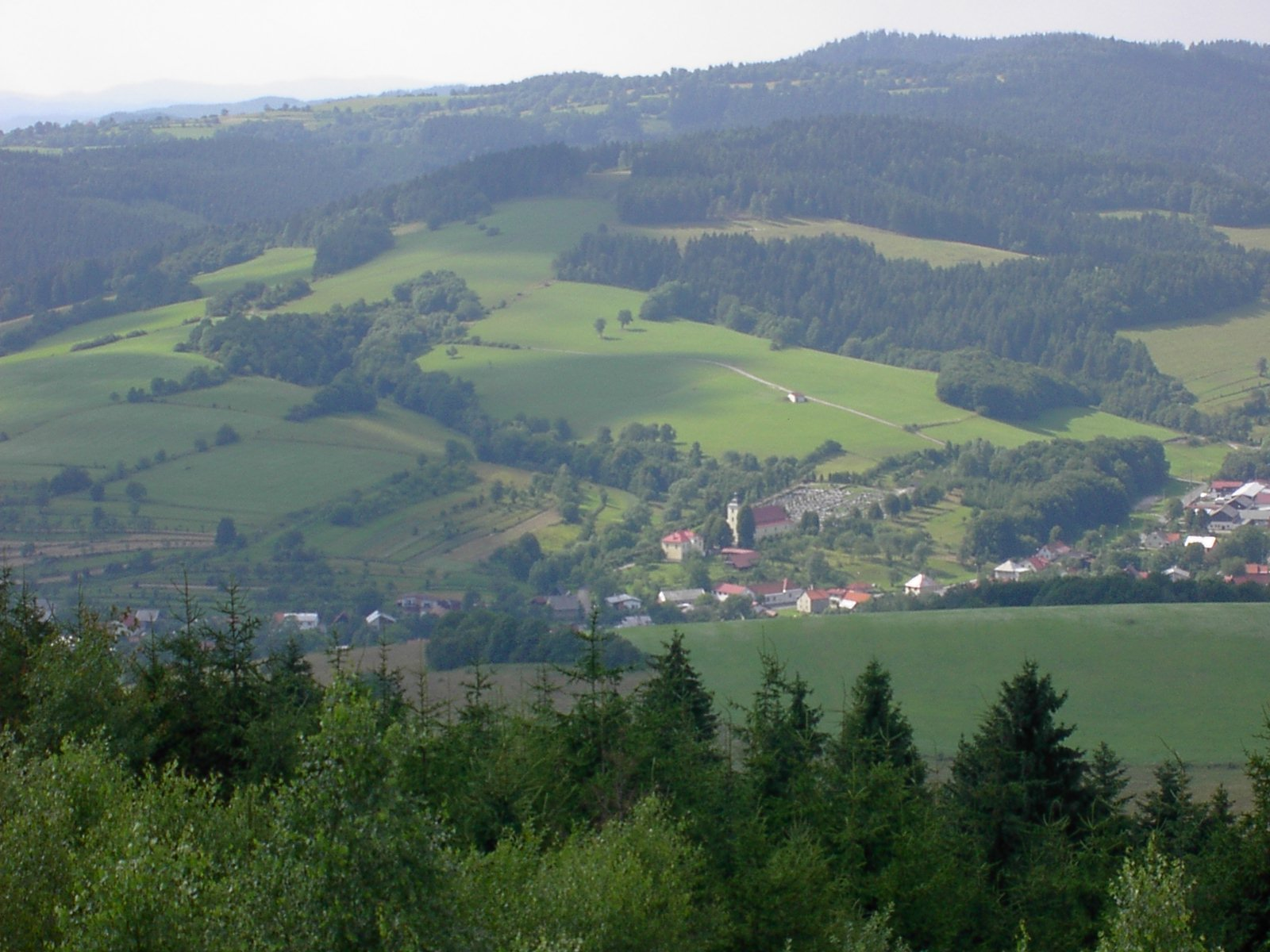
Francova Lhota, rodiště Štěpána Trochty (foto 2007)

Štěpán Maria kardinál Trochta, SDB (26. března 1905 Francova Lhota – 6. dubna 1974 Litoměřice) byl český katolický biskup a řeholník, jeden ze zakladatelů české provincie salesiánů a 17. biskup litoměřický (1947–1974).
Za druhé světové války podporoval protinacistický odboj, za což byl zatčen a poté vězněn v koncentračních táborech s doložkou RU (z něm. Rückkehr unerwünscht, návrat nežádoucí). Po válce jej Pius XII. jmenoval biskupem litoměřickým.
V letech 1948–1949 byl mluvčím katolické biskupské konference při jednání s komunistickou vládou. V letech 1950–1953 byl nejprve nezákonně internován, v roce 1954 (po roku ve vazební věznici) odsouzen ve vykonstruovaném procesu na 25 let a vězněn v nejtěžších komunistických žalářích. V roce 1960 propuštěn na amnestii. Poté byl opět internován. Až v roce 1968 začal znovu spravovat diecézi. V roce 1969 jej Pavel VI. jmenoval kardinálem „in pectore“. Zemřel na mozkovou mrtvici, doslova „uřván k smrti“ krajským církevním tajemníkem Karlem Dlabalem (funkce ustavená tehdy vládnoucí KSČ pro dohled nad církví).

## Život

### Mládí

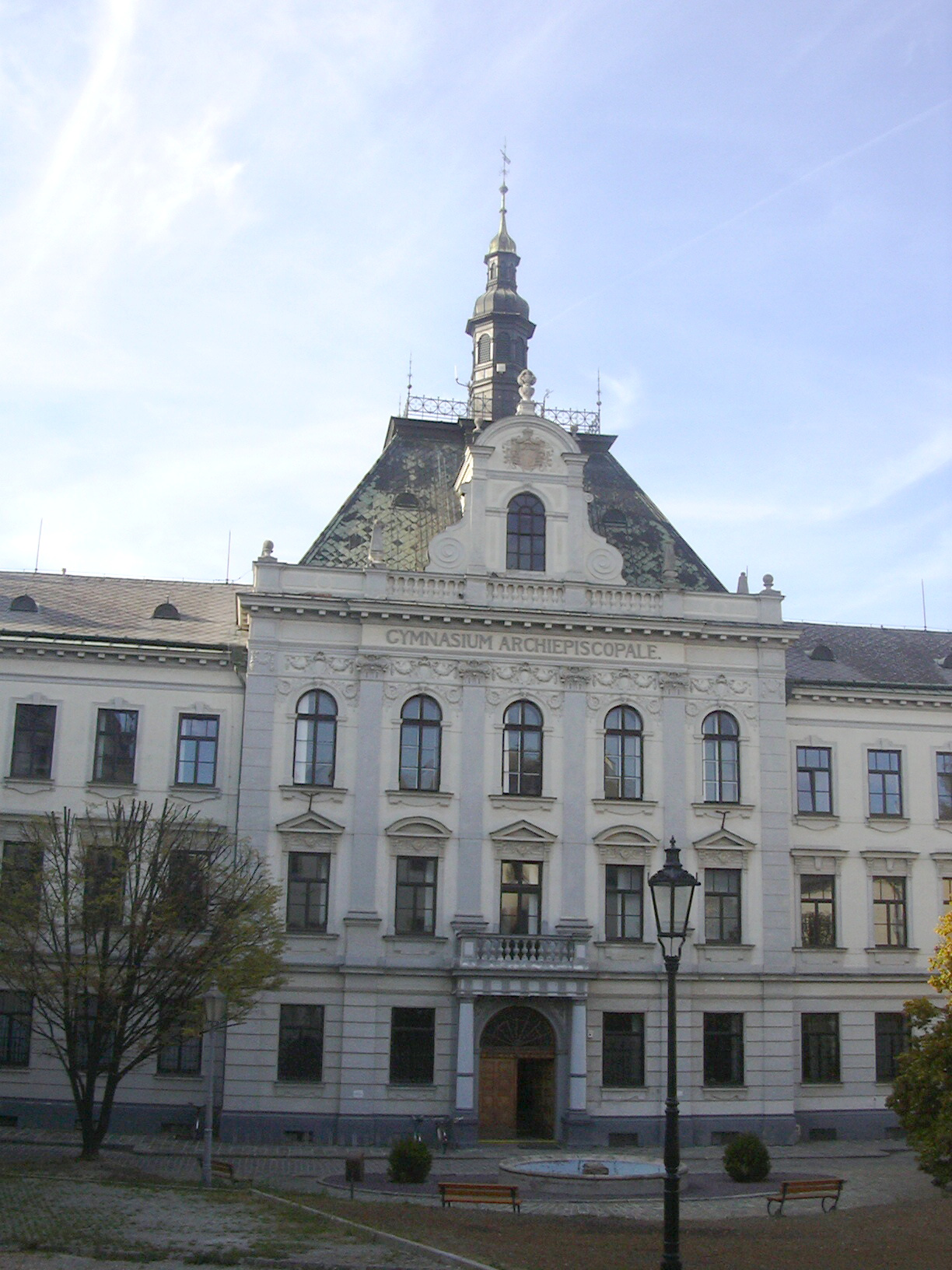
Arcibiskupské gymnázium v Kroměříži, na kterém Trochta studoval předtím, než jeho matka onemocněla (foto 2007)

Štěpán Trochta se narodil ve valašské vesnici Francova Lhota (okres Vsetín) v zemědělské rodině jakožto nejstarší syn Františka Trochty a Anny Trochtové. Dne 14. listopadu 1913 mu na zápal plic zemřel otec. Studoval na Arcibiskupském gymnáziu v Kroměříži, ale musel studium přerušit a vrátit se domů pomáhat matce trpící tuberkulózou. Když se matčin zdravotní stav zlepšil, odjel v roce 1923 do Itálie do Turína, kde se připravoval v salesiánském noviciátu. Zde se seznámil a začal spolupracovat s Ignácem Stuchlým, Metodem Klementem a Augustinem Štanclem, průkopníky salesiánského díla v Československu. V roce 1924 zde s nimi zorganizoval vznik salesiánského domu pro české hochy v Perose Argentině, který se v roce 1927 přestěhoval do Fryštáku na Moravě. Trochta se přestěhoval spolu s ním, ale o rok později se vrátil do Itálie, kde dokončil doktorát z teologie (2. červenec 1932) a obdržel kněžské svěcení (3. červenec 1932).

### Kněz a salesián
Po návratu do vlasti se po odsloužení povinné vojenské služby plně soustředil na své kněžské a salesiánské povinnosti. Vedl stavbu salesiánského střediska v Ostravě a posléze budování dalšího střediska v Praze-Kobylisích. Zároveň zrenovoval kostel sv. Kříže v Praze Na Příkopě a stal se členem Ústřední junácké rady a nejvyšším duchovním rádcem českých katolických skautů.
Po okupaci a zahájení druhé světové války se zapojil do domácího odboje, když ukrýval a podporoval hledané odbojáře a židovské uprchlíky. Byl napojen na radiotelegraficko-zpravodajskou skupinu docenta Vladimíra Krajiny, která ho vedla jako potenciálního rezervního šifranta pro vysílačku Sparta I a přebírala od něj pro exilový odboj informace z církevních kruhů. Gestapo také nelibě neslo jeho kázání, která shledávalo nepřátelskými k nacismu a Velkoněmecké říši.
V roce 1940 byl zatčen, ale pro nedostatek důkazů propuštěn. Dne 28. května 1942 byl ale zatčen znovu a zbytek války prožil v koncentračních táborech Terezín, Mauthausen a Dachau. Přežil pouze proto, že jeho přátelé dosáhli povolení posílat mu balíky s jídlem (dávky, které dostával, by k přežití nestačily) a posléze se podařilo odstranit z jeho spisu poznámku RU (Rückkehr ungewünscht – návrat nežádoucí). Dne 25. dubna 1945 byl koncentrační tábor v Dachau, kde pobýval, osvobozen Američany. Dne 23. května 1945 se vrátil ke svým salesiánským spolubratrům v Praze.

### Biskup

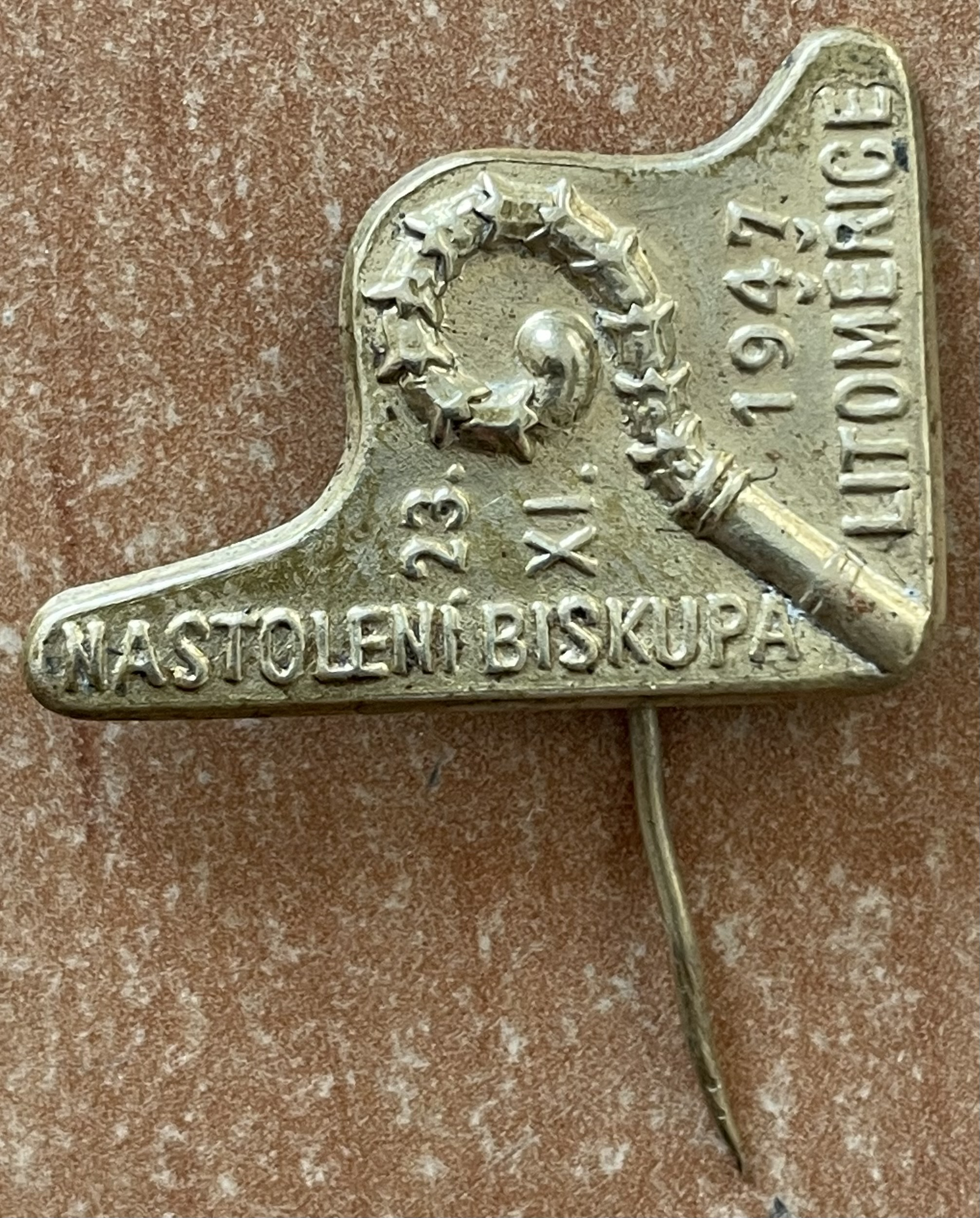
Odznak vydaný k příležitosti nastolení Štěpána Trochty na biskupský stolec

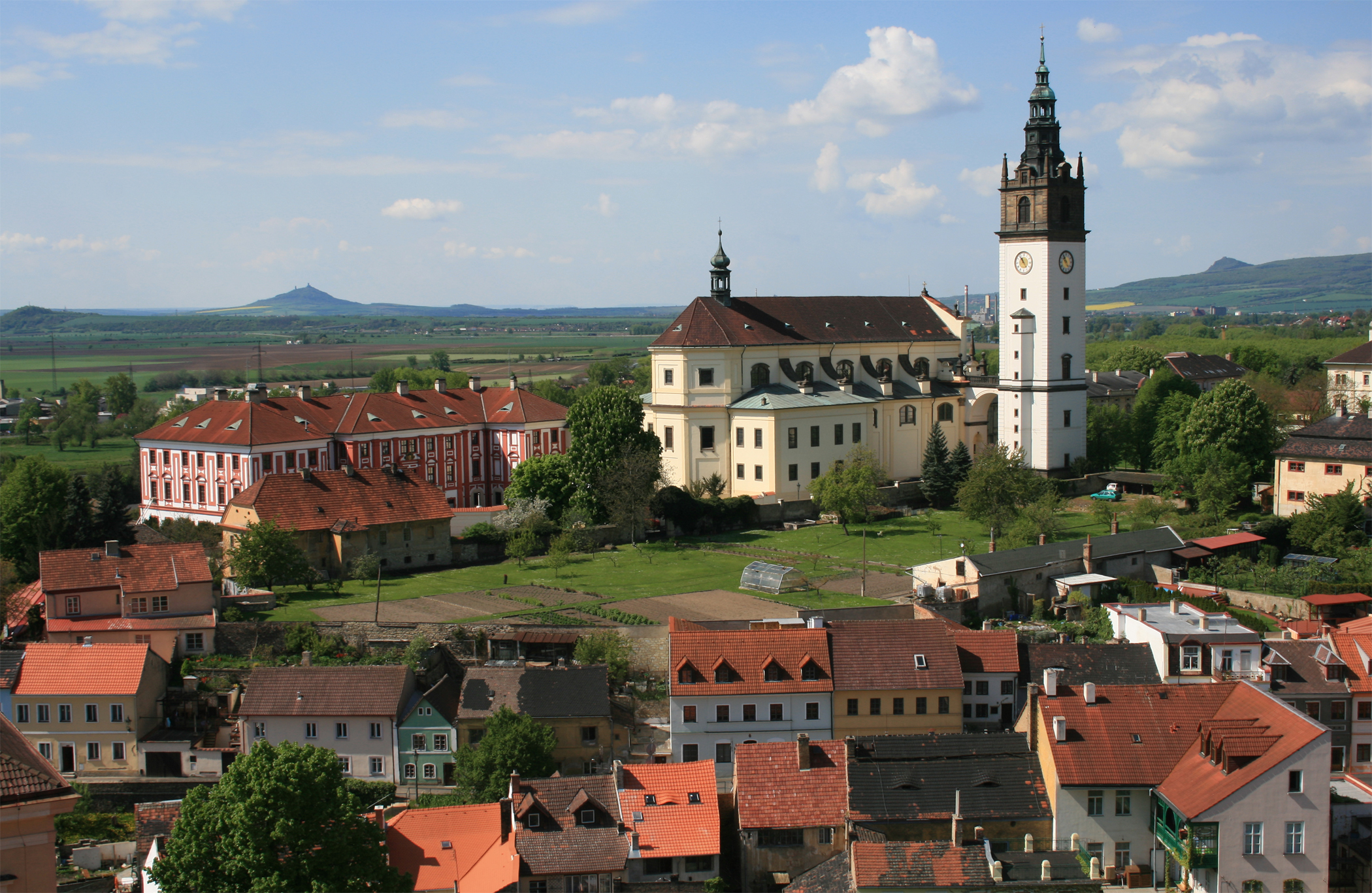
Katedrála a Biskupský palác v Litoměřicích

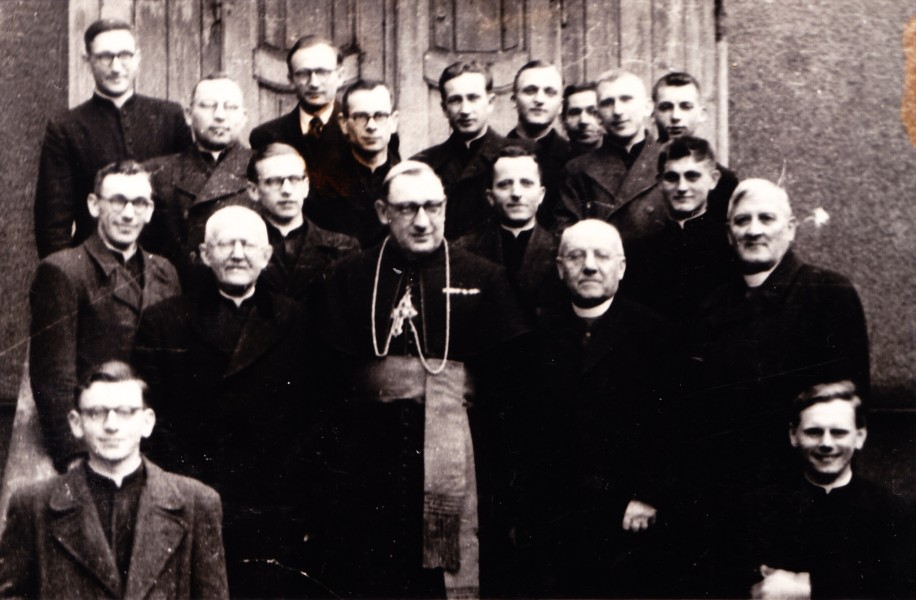
Litoměřický biskup Štěpán Trochta (uprostřed) spolu s Mons. Štanclem (vpravo) a s P. Stuchlým (vlevo)

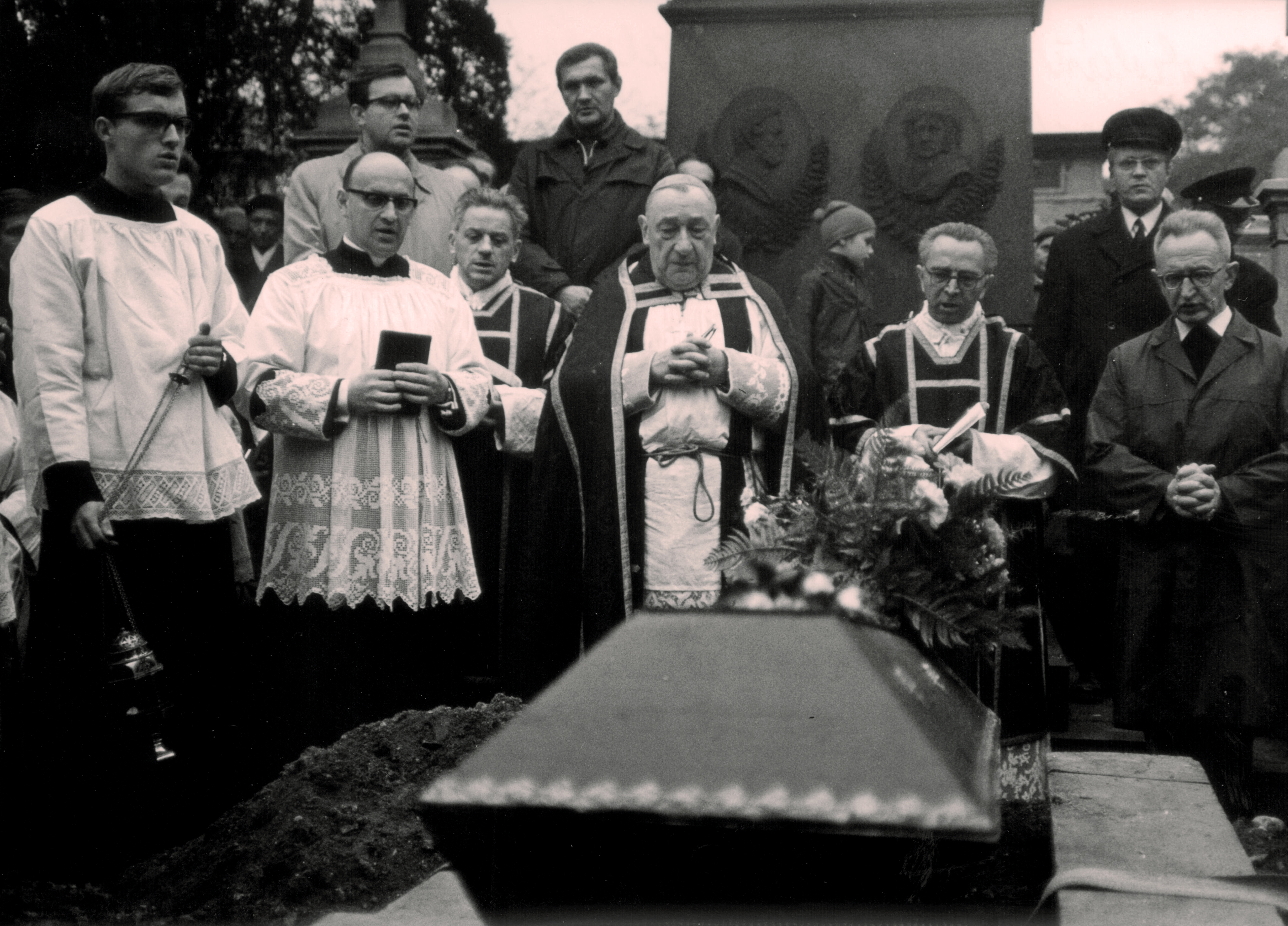
Štěpán Trochta 25. 10. 1968 při ukládání těla jezuity Adolfa Kajpra do řádové hrobky na Vyšehradě

Dne 16. listopadu 1947 byl v Praze vysvěcen na biskupa a jmenován biskupem litoměřickým (hlavním světitelem byl nuncius Saverio Ritter, spolusvětiteli biskup Mořic Pícha a arcibiskup Josef Beran). Jako biskupské heslo si zvolil Actio–sacrificium–caritas (česky: Práce–oběť–láska).
Jako zastánce smířlivého přístupu ke komunistické vládě a schopný diplomat byl v březnu 1948 vybrán jako mluvčí katolických biskupů při jednáních s ní, avšak její nekompromisní proticírkevní postoj a odhodlání církev dříve či později zničit, jakož i fakt, že stát systematicky porušoval sliby a dohody dané na jednání, mu neumožňovaly dosáhnout jakékoliv rozumného výsledku. Zásadní roli též hrálo to, že formální hlava katolické církve, arcibiskup Josef Beran, se klonila k nekompromisnímu přístupu vůči vládním požadavkům, který prosazovali zejména slovenští biskupové. Každopádně ale faktem je, že požadavky komunistických úřadů dalece překračovaly i Trochtovy nejzazší hranice, kam byl ochoten ustoupit. Historikové zabývající se historií pronásledování katolické církve v Československu se přou o to, zda se tak dělo proto, že komunisté církev nepochopili a nedošlo jim, že v některých principiálních otázkách prostě ustoupit nemůže, nebo zda se jednalo o záměrnou sabotáž jednání ze strany vedoucího vládní delegace Alexeje Čepičky, který si přál církev v tehdejším Československu zničit, ne se s ní dohadovat.
Čepička se též opakovaně scházel samostatně s Trochtou a evidentně se ho snažil dotlačit k tomu, aby se postavil proti ostatním biskupům a navázal s komunistickou vládou těsnější spolupráci, což ovšem Trochta odmítal. Jeho snahou totiž bylo maximálními ústupky omezit škody všude, kde je to možné, a získat čas na přípravu církve na život v podzemí. Nikdy neuvažoval o kolaboraci s komunismem a nikdy neztratil důvěru ostatních biskupů a papeže. V prosinci 1948 mu papež v Římě předal tzv. mexické fakulty, soubor dispensí pro jednotlivé biskupy a jejich místní církve, které je zbavovaly některých povinností, které by byly v době pronásledování na obtíž, a propůjčovaly jim některé pravomoci, které za normálních okolností náležely jen papeži a jeho Kurii.
Poté, co bylo v březnu 1949 přerušeno jednání se státem, začal vytvářet ve své diecézi základy podzemních struktur. Po vyhlášení tzv. „Katolické akce“ osobně přečetl pastýřský list biskupů Hlas biskupů a ordinářů věřícím v hodině velké zkoušky, ačkoliv jej státní úřady zakázaly, a podnikl opatření, aby byl čten v maximálním množství kostelů. V červenci pak vydal směrnici určující jeho nástupce pro případ, že by byl zatčen a začal vybraným kněžím a vikářům udělovat zvláštní zmocnění podle fakult, které v roce 1948 přivezl z Říma. Evidentně již očekával své zatčení. Nakonec však prozatím zatčen nebyl, byl však nezákonně internován ve své rezidenci v Litoměřicích a bylo mu znemožněno řádně vykonávat jeho biskupský úřad. V roce 1951 složil pod nátlakem, těžce nemocný a patrně i pod působením omamných prostředků slib věrnosti socialistické republice (přesněji tehdy lidově demokratické republice, což bylo totéž – sám odmítl, že by slib složil vědomě).
Poté se domníval, že mu bude umožněno vykonávání biskupského úřadu, to se však nestalo a pouze mu to přineslo odsouzení od neústupného křídla církve. StB (agent Zdenka a ostatní) zjistila, že biskup tajně jmenoval generální vikáře pro případ svého zatčení a že také jmenoval tajné oblastní vikáře (1949), a byl také zajištěn opis mexických fakult a spojení na francouzskou ambasádu, kam předával zprávy o dění v církvi, aby se dostaly do zahraničí. To vedlo k jeho okamžitému zatčení v roce 1953 a o rok později byl ve vykonstruovaném procesu odsouzen k 25 letům těžkého žaláře. Vězněn byl na Ruzyni, Pankráci, Kartouzách a v Leopoldově.
V květnu 1960 byl při amnestii propuštěn na svobodu, ale bylo mu nadále znemožněno vykonávat kněžský nebo biskupský úřad. Nejdříve se živil jako dělník či instalatér, později po srdeční mrtvici (1962) žil (pod dohledem) v církevních sociálních zařízeních. Navzdory tomu dokázal tajně vysvětit několik kněží (Ladislav Kubíček a další), zejména salesiánů, což StB snad ušlo, ačkoliv na něj nasadila celou řadu agentů. Dne 19. července 1968 byl rehabilitován a začal znovu vykonávat svůj biskupský úřad. Za své sekretáře v Litoměřicích si vybral kněze Mons. Jaromíra Korejse, jako svého ceremoniáře a prvního sekretáře, dále Ladislava Vika a Josefa Pekárka a jako odborného poradce JUDr. Emila Škurku.

### Kardinál
Dne 28. dubna 1969 jej papež Pavel VI. jmenoval kardinálem in pectore, jmenování bylo zveřejněno v roce 1973. Stal se druhým kardinálem při diakonii San Giovanni Bosco in Via Tuscolana, která byla pro hac vice povýšena, držel tedy titul kardinál-kněz (namísto kardinál-jáhen). Od roku 1970 začal stát opět omezovat jeho biskupské působení, zejména sledovat a regulovat jeho liturgickou činnost.
V roce 1973 se jako kardinál a sídelní biskup litoměřický účastnil mší ve svatovítské katedrále k oslavám tisícího výročí založení Pražského biskupství spolu s tehdejším apoštolským administrátorem pražské arcidiecéze Františkem Tomáškem za účasti desítek tisíc věřících. Slavnostní mše se konaly v katedrále od svatého Vojtěcha (23. dubna 1973) do svatého Václava (28. září), s průvodem k Arcibiskupskému paláci na Hradčanském náměstí v Praze, po němž oba světící biskupové (František Tomášek a Štěpán Trochta) promluvili ke shromážděným z jeho balkonu. Panu kardinálu Trochtovi bylo tehdy při mších vyhrazeno velmi důstojné čestné místo vlevo (z pohledu věřících) vedle hlavního oltáře na původním arcibiskupském trůně poblíž kazatelny. Tento trůn byl v následujících letech z katedrály odstraněn.

### Smrt
V pátek 5. dubna 1974 okolo poledne navštívil biskupskou rezidenci v Litoměřicích opilý krajský církevní tajemník (funkce jmenovaná nomenklaturou KSČ) Karel Dlabal a vyžadoval okamžitou audienci u biskupa. Námitky monsignora Korejse, že otec biskup je těžce nemocen a má od lékařů nařízený naprostý klid na lůžku a nemůže ho proto přijmout, odmítl akceptovat a prohlásil, že ho Trochta přijmout musí, což se nakonec stalo. Následovalo několikahodinové jednání, během kterého Dlabal na kardinála řval a častoval jej výhrůžkami a vulgárními výrazy (podle kardinálova tajemníka Mons. Jaromíra Korejse jej mimo jiné označoval za hnusného starce a vyhrožoval, že mu zpřeráží hnáty). V 18 hodin večer už k smrti vyčerpaný kardinál Trochta nedokázal pokračovat v jednání a nařídil P. Josefovi Pekárkovi, aby opilého Dlabala odvezl domů do Ústí nad Labem, neboť již nehodlá nadále snášet jeho sprosté a ponižující řeči. Co si P. Pekárek o církevním tajemníkovi myslel, nejlépe dosvědčuje fakt, že s ním odmítl jet autem sám a vyžádal si spolujezdce, který by byl svědkem, pokud by došlo k nějakému incidentu (tuto úlohu sehrál generální vikář ThDr. Holoubek). Oba později shodně konstatovali, že to, co se dělo za jízdy, nelze slušnými slovy popsat.
Kardinála Trochtu nalezli druhého dne ráno v agónii. Zemřel v sobotu 6. dubna 1974 na následky rozsáhlé mozkové mrtvice v litoměřické nemocnici okolo třetí hodiny odpoledne.

## Pohřeb
Státní bezpečnost a komunistické úřady cenzurovaly úmrtní oznámení a na závěr se pokusily zabránit jeho odeslání (ačkoliv neslo jimi schválený text). Řeholnice, která nesla oznámení na litoměřickou poštu, zaslechla po předání, jak pracovnice pošty říkají jedna druhé: To je vono, do koše s tím! Sestry však v tomto případě státní úřady přelstily, když znovu připravily dopisy (v nichž byly dvě verze oznámení – originální a zcenzurovaná) a nechaly vrátného biskupství, aby poštu zavezl do Prahy a s pomocí svého známého ji nechal rozeslat hradní poštou. Spojnicí byl také někdejší osobní tajemník kardinálův a svatovítský ceremoniář ("kostelník" katedrály) Alfons Kovač.
Byly též kladeny překážky v účasti na pohřbu 16. dubna 1974 v Litoměřicích, která měla být maximálně omezena, zahraniční hosté nesměli koncelebrovat mši svatou či mluvit na pohřbu, některým nebyl dovolen vjezd do země (nejvýznačnější z takto odmítnutých hostů byl polský primas, kardinál Stefan Wyszyński). Hlavním celebrantem byl František Tomášek. Krakovský arcibiskup Karol Wojtyla (pozdější Svatý Otec papež sv. Jan Pavel II.) během posledního rozloučení porušil zákaz úřadů a pronesl nad rakví krátký proslov, v němž kardinála Štěpána Trochtu označil za mučedníka. Kromě něho byli inkognito přítomní také kardinál Bengsch (Berlín) a kardinál Koenig z Vídně. Beatifikační proces kardinála Trochty se nachází ve fázi sběru materiálů.